# Ziębice
Ziębice (in tedesco Münsterberg in Schlesien) è un comune urbano-rurale polacco del distretto di Ząbkowice Śląskie, nel voivodato della Bassa Slesia.
Ricopre una superficie di 222,24 km² e nel 2013 contava 17 917 abitanti.